# Дмитро-Білівська сільська рада
Дми́тро-Бі́лівська сільська́ ра́да — адміністративно-територіальна одиниця та орган місцевого самоврядування в Казанківському районі Миколаївської області. Адміністративний центр — село Дмитро-Білівка.

## Загальні відомості
- Населення ради: 747 осіб (станом на 2001 рік)

## Населені пункти
Сільській раді підпорядковані населені пункти:
- с. Дмитро-Білівка
- с. Білівка
- с. Нова Висунь
- с. Новоданилівка
- с. Новоукраїнка

## Склад ради
Рада складається з 12 депутатів та голови.
- Голова ради: Онищенко Зінаїда Андріївна
- Секретар ради: Непомняща Тетяна Іванівна

### Керівний склад попередніх скликань
| Прізвище, ім'я, по батькові | Основні відомості                                                         | Дата обрання | Дата звільнення |
| --------------------------- | ------------------------------------------------------------------------- | ------------ | --------------- |
| Онищенко Зінаїда Андріївна  | Сільський голова, 1960 року народження, освіта вища, член Народної партії | 26.03.2006   | 31.10.2010      |
| Онищенко Зінаїда Андріївна  | Сільський голова, 1960 року народження, освіта вища, член Народної партії | 31.10.2010   |                 |

Примітка: таблиця складена за даними сайту Верховної Ради України

### Депутати
За результатами місцевих виборів 2010 року депутатами ради стали:

#### За суб'єктами висування
| Суб'єкт висування           | Кількість обраних депутатів | %    |
| --------------------------- | --------------------------- | ---- |
| Партія регіонів             | 8                           | 66,7 |
| Самовисування               | 3                           | 25   |
| Комуністична партія України | 1                           | 8,3  |

#### За округами
| № округу                    | Прізвище, ім'я, по батькові       | Дата визнання обраним | Освіта  | Партійна приналежність            | Відомості про обраного депутата                            |
| --------------------------- | --------------------------------- | --------------------- | ------- | --------------------------------- | ---------------------------------------------------------- |
| Комуністична партія України |                                   |                       |         |                                   |                                                            |
| 8                           | Хімій Анатолій Павлович           | 07.11.2010            | середня | член Комуністичної партії України | тимчасово не працює                                        |
| Партія регіонів             |                                   |                       |         |                                   |                                                            |
| 1                           | Слєсарь Валентина Степанівна      | 07.11.2010            | середня | член Партії регіонів              | ТОВ"Плай ЛТД", завідувачка току                            |
| 2                           | Непомящий Олександр Володимирович | 07.11.2010            | середня | член Партії регіонів              | тимчасово не працює                                        |
| 3                           | Христіна Зоя Миколаївна           | 07.11.2010            | середня | член Партії регіонів              | тимчасово не працює                                        |
| 4                           | Тримурич Віра Анатоліївна         | 07.11.2010            | середня | член Партії регіонів              | ПП «Фурзенко О. Ю.», продавець                             |
| 6                           | Капуста Валерій Вікторович        | 07.11.2010            | середня | член Партії регіонів              | господарство «Надія-Капуста», голова                       |
| 7                           | Непомяща Тетяна Іванівна          | 07.11.2010            | вища    | член Партії регіонів              | Дмитро-Білівська сільська рада, секретар                   |
| 9                           | Войтенко Іван Михайлович          | 07.11.2010            | вища    | член Партії регіонів              | тимчасово не працює                                        |
| 12                          | Міхальова Тетяна Вікторівна       | 07.11.2010            | середня | член Партії регіонів              | тимчасово не працює                                        |
| Самовисування               |                                   |                       |         |                                   |                                                            |
| 5                           | Тримурич Лідія Андріївна          | 07.11.2010            | середня | член Партії регіонів              | тимчасово не працює                                        |
| 10                          | Рогов Ростислав Іванович          | 20.05.2012            | вища    | позапартійний                     | тимчасово не працює                                        |
| 11                          | Турта Анатолій Григорович         | 07.11.2010            | середня | позапартійний                     | Новобузька дільниця групового водопроводу, старшиймашиніст |